# Cirrhitichthys
Cirrhitichthys är ett släkte av fiskar. Cirrhitichthys ingår i familjen Cirrhitidae.
Kladogram enligt Catalogue of Life:
| Cirrhitichthys | \| \| Cirrhitichthys aprinus \| \| \| \| \| \| Cirrhitichthys aureus \| \| \| \| \| \| Cirrhitichthys bleekeri \| \| \| \| \| \| Cirrhitichthys calliurus \| \| \| \| \| \| Cirrhitichthys falco \| \| \| \| \| \| Cirrhitichthys guichenoti \| \| \| \| \| \| Cirrhitichthys oxycephalus \| \| \| \| \| \| Cirrhitichthys randalli \| \| \| \| |
|                | \| \| Cirrhitichthys aprinus \| \| \| \| \| \| Cirrhitichthys aureus \| \| \| \| \| \| Cirrhitichthys bleekeri \| \| \| \| \| \| Cirrhitichthys calliurus \| \| \| \| \| \| Cirrhitichthys falco \| \| \| \| \| \| Cirrhitichthys guichenoti \| \| \| \| \| \| Cirrhitichthys oxycephalus \| \| \| \| \| \| Cirrhitichthys randalli \| \| \| \| |
|                | Amblycirrhitus |
|                | |
|                | Cirrhitops |
|                | |
|                | Cirrhitus |
|                | |
|                | Cristacirrhitus |
|                | |
|                | Cyprinocirrhites |
|                | |
|                | Isocirrhitus |
|                | |
|                | Itycirrhitus |
|                | |
|                | Neocirrhites |
|                | |
|                | Notocirrhitus |
|                | |
|                | Oxycirrhites |
|                | |
|                | Paracirrhites |
|                | |
|                | Cirrhitichthys aprinus |
|                | |
|                | Cirrhitichthys aureus |
|                | |
|                | Cirrhitichthys bleekeri |
|                | |
|                | Cirrhitichthys calliurus |
|                | |
|                | Cirrhitichthys falco |
|                | |
|                | Cirrhitichthys guichenoti |
|                | |
|                | Cirrhitichthys oxycephalus |
|                | |
|                | Cirrhitichthys randalli |
|                | |

|  | Cirrhitichthys aprinus     |
|  |                            |
|  | Cirrhitichthys aureus      |
|  |                            |
|  | Cirrhitichthys bleekeri    |
|  |                            |
|  | Cirrhitichthys calliurus   |
|  |                            |
|  | Cirrhitichthys falco       |
|  |                            |
|  | Cirrhitichthys guichenoti  |
|  |                            |
|  | Cirrhitichthys oxycephalus |
|  |                            |
|  | Cirrhitichthys randalli    |
|  |                            |